# Кејт Вогел
Кејт Вогел (енгл. Kate Elizabeth Voegele; Беј Вилиџ, 8. децембар 1986) је америчка певачица, композитор, текстописац, а повремено и глумица, пореклом из једног предграђа Кливленда. Издавачка кућа за коју тренутно издаје је MySpace Records.
Многе издавачке куће су показале интерес за њену музику када су чули неколико демо снимака њених песама. Њен први сингл из 2003. под називом  продуцирао је познати продуцент Мајкл Сајферт. Њен други сингле из 2004. под називом  продуцирао је такође светски познати продуцент Маршал Алтман. Кејт је 2006. године потписала уговор са издавачком кућом MySpace Records, а у мају 2007. је издала и свој први албум "Don't Look Away". Албум је од дана издавања продат у више од 200.000 копија, а неколико песама са тог албума јавља се и у појединим епизодама телевизијске серије Три Хил.